# Rimellopsis
Rimellopsis is een geslacht van weekdieren uit de klasse van de Gastropoda (slakken).

## Soort
- Rimellopsis powisii (Petit de la Saussaye, 1840)